# Julius Weidig
Wilhelm Julius Weidig, född 15 juni 1837 i Willerstedt i Sachsen-Weimar-Eisenach i dåvarande Tyska förbundet, död 1 mars 1918 i Göteborgs Tyska församling, var en tysk-svensk skräddare och målare.
Han var son till församlingsbagaren Adolph Weidig och Sophie Schumann och från 1867 gift med Josepha Anna Clara Linder. Weidig utbildade sig först till skräddare och fortsatte därefter sina studier vid modeakademien i Dresden innan han var anställd vid ett konfektionsföretag i Göteborg 1864–1865. Han flyttade därefter till Wien där han var föreståndare för det kejserliga hovskrädderiet 1865–1867. Under sin tid i Göteborg kom han att fatta tycke för staden och när han blev erbjuden att bli kompanjon i den nyetablerade skrädderifirman Cornilsen & Weidig bosatte han sig i Göteborg 1868. Som konstnär var Weidig en talangfull dilettant och blev med tiden en stor Göteborgsskildrare. Han lärde känna konstnärerna Axel Nordgren, Wilhelm von Gegerfelt och Berndt Lindholm som bistod honom med tips och råd. Han medverkade i samlingsutställningar på Göteborgs museum och Uddevalla museum samt utställningar arrangerade av Bohusläns konstförening. Han var representerad i Nordiska konstutställningen i Göteborg.